# Distretto di Ålands landsbygd
Il distretto di Ålands landsbygd è un distretto della Finlandia. Si trova nella regione delle Isole Åland. Conta 9 comuni e il numero di classificazione LAU 1 (NUTS 4) è 212.
Nel 2013, la popolazione del distretto era di 14.996 abitanti abitanti e l'area di 1.005,36  km².

## Entità
- Eckerö (Comune)
- Finström (Comune)
- Geta (Comune)
- Hammarland (Comune)
- Jomala (Comune)
- Lemland (Comune)
- Lumparland (Comune)
- Saltvik (Comune)
- Lemland (Comune)